# Aconitum magnibracteolatum
Aconitum magnibracteolatum är en ranunkelväxtart som beskrevs av Wen Tsai Wang. Aconitum magnibracteolatum ingår i släktet stormhattar, och familjen ranunkelväxter. Inga underarter finns listade i Catalogue of Life.